# Winchester Repeating Arms Company

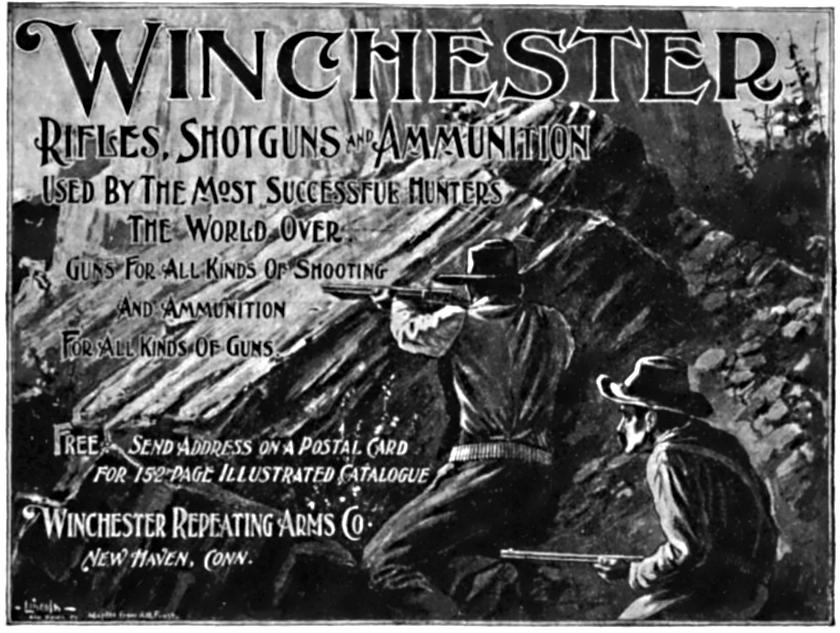
Publicitat en una revista de 1898.

La US Repeating Arms Company, o Winchester Repeating Arms Company més coneguda simplement com a Winchester, va ser una important empresa estatunidenca fabricant d'armes de repetició i semiautomàtiques al tombant del segle xix al xx
És famosa pels seus fusells, però també fabrica escopetes de caça i d'ús militar i policíac. Antigament, la Winchester feia molts models d'escopeta, fins i tot el clàssic model 12 utilitzat durant la Segona Guerra Mundial i algunes de les poques escopetes de combat amb carregador de caixa que s'han fabricat; però avui en dia només produeix alguns models manuals de corredora. L'escopeta bàsica Winchester és un model del calibre 12: la Winchester Defender. Es va dissenyar i fabricar expressament per l'ús policíac, però també ha arribat a usos militars. La Defender és una arma totalment normal, però amb un mecanisme compacte, com el de totes les Winchester, i amb una fabricació i acabats molt bons.